# Anton Granatier
Anton Granatier (Krusetnica, 1894. március 20. – Pozsony, 1954. február 6.) szobrász, oroszországi legionárius, politikus, a reszlovakizáció egyik irányítója.

## Élete
1935-ben a Szlovák Nemzeti Tanács határon túli csehszlovákokért bizottságának titkára. 1938-ban a komáromi tárgyalásoknál és az első bécsi döntésnél a csehszlovák szakmai bizottság tagja volt. 1939-ben Csehszlovákia szétbomlasztása ellen agitált.
A második világháború után a Telepítési Hivatal osztályvezetője, a Központi Reszlovakizációs Bizottság tagja és a reszlovakizáció főbiztosa lett. 1947-től a Szlovák Nemzeti Tanács alelnöke, amely posztot 1948-as újraválasztásától 1954-ig töltötte be. Novotyban élt.
A Legionár folyóiratban is publikált, melynek felelős szerkesztője volt.

## Művei
- 1925 Legionári na Slovensku. Praha.
- 1927 Slovensko-maďarské etnické rozhranie. Sborník Museálnej slovenskej spoločnosti 21, 79-99.
- 1930 Etnické rozhranie slovensko-maďarské.
- 1934 Roztratení sme po celom svete. Bratislava.
- 1944 Z dejín Krušetnice.